# Marek Bieńczyk

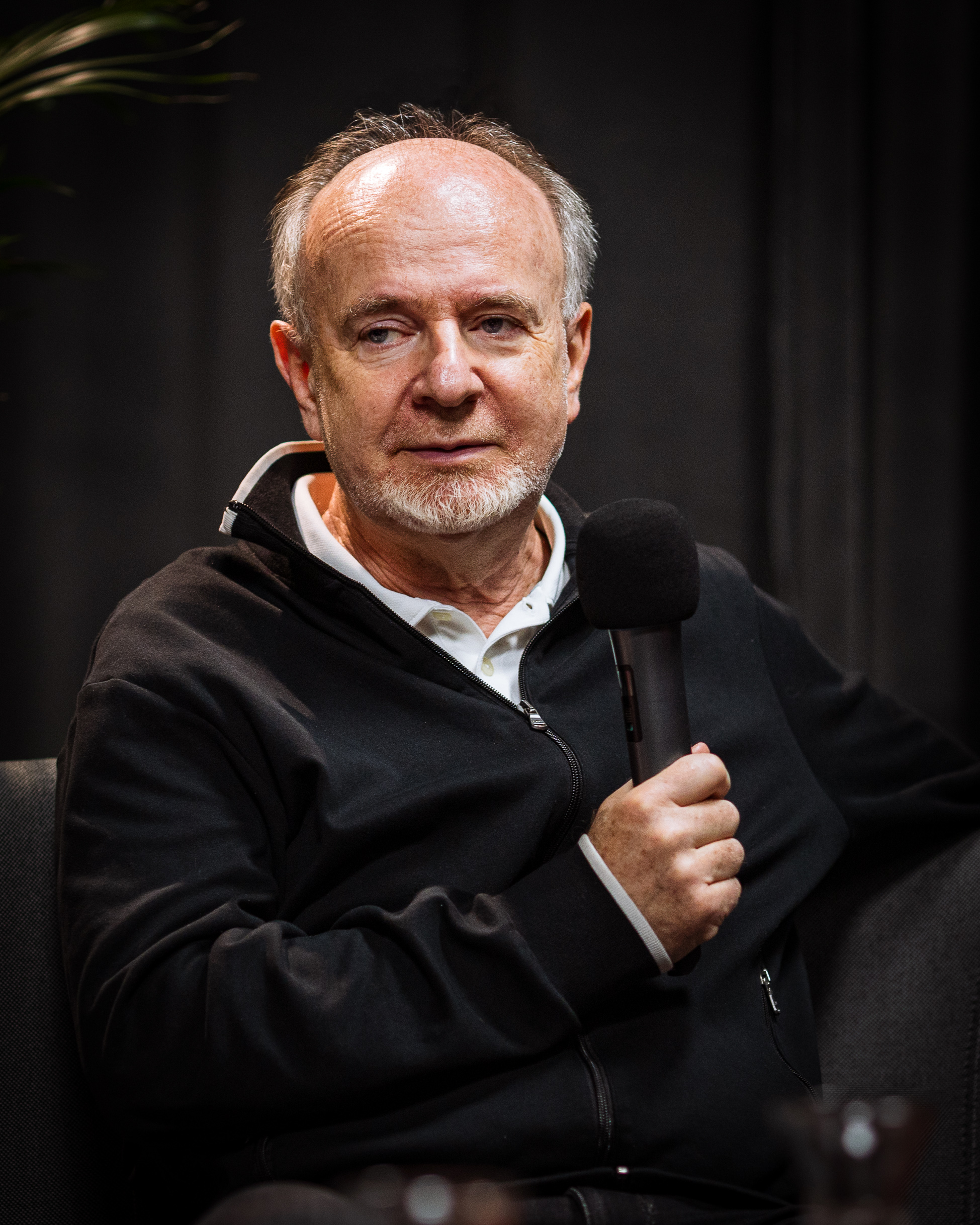
Marek Bieńczyk (2025)

Marek Bieńczyk (* 6. Juli 1956 in Milanówek) ist ein polnischer Literaturhistoriker, Prosaschriftsteller, Essayist und Übersetzer. Als Übersetzer überträgt er hauptsächliche die Werke von Milan Kundera ins Polnische.

## Leben
Bieńczyk besuchte das Wyspiański-Gymnasium in Warschau, wo er 1975 das Abitur ablegte. 1976 nahm er ein Studium der Romanistik an der Universität Warschau auf, das er 1980 mit dem Magister absolvierte. Anschließend studierte er Indologie an der Universität Warschau, das Studium brach er jedoch 1981 ab. Während seiner Studienzeit gehörte er den Niezależne Zrzeszenie Studentów an.
1980 debütierte er als Literaturkritiker mit der polemischen Schrift Święty Sartre, aktor i męczennik (Heiliger Sartre, Schauspieler und Märtyrer), die er mit Zygmunt Kałużyński verfasste und in dem Magazin Polityka veröffentlichte. Von 1983 bis 1984 arbeitete er als Lektor für französische Sprache an der Universität Warschau und von 1983 bis 1996 am Französischen Institut. Zudem begann er 1983 ein Promotionsstudium am Institut für Literaturforschung der Polnischen Akademie der Wissenschaften, wo er 1987 als Assistent eingestellt wurde. 1988 debütierte er als Übersetzer aus dem Französischen. 1989 promovierte er mit der Arbeit Wyobrażenia cierpienia i śmierci w twórczości Zygmunta Krasińskiego (Vorstellungen von Leid und Tod im Schaffen von Zygmunt Krasiński). 1990 wurde er wissenschaftlicher Mitarbeiter am Institut für Literaturforschung der Polnischen Akademie der Wissenschaften. Von 1991 bis 1992 war er Redaktionsmitglied der Zeitschrift Literary Studies in Poland und ab 1993 war er Redaktionsmitglied der französischen Quartalsschrift L’Atelier du Roman. In den folgenden Jahren wurde er in der Lehre und als Schriftsteller tätig. 2003 habilitierte er mit der Schrift Oczy Dürera. O melancholii romantycznej (Dürers Augen. Über die romantische Melancholie). 2005 wurde er als Dozent angestellt. 2007 wurde er Jurymitglied des Literaturpreises Gdynia. 2010 wurde er außerordentlicher Professor am Institut für Literaturforschung der Polnischen Akademie der Wissenschaften.
Bieńczyk beschäftigt sich zudem mit Önologie und hat mehrere Artikel und Sachbücher zu diesem Thema veröffentlicht.
Er lebt in Warschau.

## Publikationen

### Essays
- Czarny człowiek. Krasiński wobec śmierci, 1990
- Melancholia. O tych, co nigdy nie odnajdą straty, 1998; 2. Aufl. 2000
- Oczy Dürera. O melancholii romantycznej, 2002
- Przezroczystość, 2007
- Książka twarzy, 2011
- Jabłko Olgi, stopy Dawida, 2015

### Önologie
- Kroniki wina, 2001
- Nowe kroniki wina, 2010

### Prosa
- Terminal, 1994
  - Terminal, übersetzt von Karin Wolff, Herne 2000
- Tworki, 1999; 2. Aufl. 2007
- Rondo Wiatraczna, 2025

### Kinderbücher
- Nussi coś więcej, 2012
- Książę w cukierni, 2013

## Übersetzungen
- Philippe Djian: 37,2° rano, 1991
- Milan Kundera: Sztuka powieści, 1991
- Claude Lanzmann: Shoah, 1993
- Milan Kundera: Nieśmiertelność, 1995
- Milan Kundera: Zdradzone testamenty, 1996
- Emil Cioran: Historia i utopia, 1997
- Milan Kundera: Powolność, 1997
- Milan Kundera: Tożsamość, 1998
- Roland Barthes: Fragmenty dyskursu miłosnego, 1999
- Milan Kundera: Kubuś i jego pan. Hołd w trzech aktach dla Denisa Diderota, 2000
- Marcel Proust: Pamięć i styl, 2000
- Milan Kundera: Niewiedza, 2003
- Milan Kundera: Zasłona. Esej w siedmiu częściach, 2006
- Milan Kundera: Spotkanie, 2009
- Milan Kundera: Święto nie istności, 2015

## Auszeichnungen und Nominierungen (Auswahl)
- 1999: Nominierung für den Nike-Literaturpreis für Melancholia. O tych, co nigdy nie odnajdą straty
- 1999: Paszport Polityki in der Kategorie Literatur
- 2000: Nominierung für den Nike-Literaturpreis für Tworki
- 2002: Grand Prix de la Francophonie
- 2003: Nominierung für den Nike-Literaturpreis für Oczy Dürera. O melancholii romantycznej
- 2012: Nike-Literaturpreis für Kasiążka twarzy